# Konstantín Zyriánov
Konstantín Gueórguievich Zyriánov (en ruso: Константи́н Гео́ргиевич Зыря́нов; Perm, Rusia, 5 de octubre de 1977) es un exfutbolista ruso. Actualmente es entrenador del FC Zenit-2 Saint Petersburg, el equipo filial del Zenit de la Liga Premier de Rusia, habiendo sido anteriormente entrenador-jugador de dicho club.

## Selección nacional
Ha sido internacional con la selección de fútbol de Rusia en 52 partidos marcando siete goles. Uno de ellos lo anotó en la Eurocopa 2008 para el triunfo de su selección 1-0 sobre Grecia.

## Clubes
| Club                        | País  | Año       |
| --------------------------- | ----- | --------- |
| Amkar Perm                  | Rusia | 1994-2000 |
| Torpedo Moscú               | Rusia | 2000-2007 |
| Zenit San Petersburgo       | Rusia | 2007-2014 |
| FC Zenit-2 Saint Petersburg | Rusia | 2014-2017 |

## Palmarés

### Campeonatos nacionales
| Título                | Club                  | País  | Año  |
| --------------------- | --------------------- | ----- | ---- |
| Liga Premier de Rusia | Zenit San Petersburgo | Rusia | 2007 |
| Supercopa de Rusia    | Zenit San Petersburgo | Rusia | 2008 |

### Copas internacionales
| Título          | Club                  | País                    | Año  |
| --------------- | --------------------- | ----------------------- | ---- |
| Copa de la UEFA | Zenit San Petersburgo | Mánchester (Inglaterra) | 2008 |

### Distinciones individuales
| Distinción                  | Año  |
| --------------------------- | ---- |
| Futbolista del año en Rusia | 2007 |